# Pytho planus
Pytho planus är en skalbaggsart som först beskrevs av Olivier 1795.  Pytho planus ingår i släktet Pytho och familjen barkplattbaggar. Inga underarter finns listade i Catalogue of Life.